# Batalla de Arrás (1917)
La batalla de Arrás fue una ofensiva británica durante la Primera Guerra Mundial. Desde el 9 de abril al 16 de mayo de 1917, tropas británicas, canadienses y australianas atacaron las trincheras alemanas cerca de la ciudad francesa de Arrás. Los británicos consiguieron el mayor avance que se había realizado hasta ese momento en la guerra de trincheras. La ofensiva perdió fuerza en los días siguientes, lo que permitió recuperarse a los alemanes. La batalla llegó a un punto muerto para ambas partes y a su final los británicos habían sufrido 160.000 bajas y los alemanes unas 125.000.
Durante gran parte de la guerra, los ejércitos oponentes del frente occidental se encontraban en un punto muerto, con una línea continua de trincheras que se extendía desde la costa belga hasta la frontera con Suiza. En esencia, el objetivo aliado desde principios de 1915 era romper las defensas alemanas y penetrar hacia el espacio abierto que había detrás y entablar combate con el ejército alemán, numéricamente inferior, en una guerra de movimiento. La ofensiva de Arrás se concibió como parte de un plan para provocar este resultado. Se planeó en conjunción con el Alto Mando Francés, que simultáneamente se embarcó en un ataque masivo (la Ofensiva de Nivelle) unos ochenta kilómetros al sur. El objetivo fijado de esta operación combinada era terminar la guerra en cuarenta y ocho horas. En Arras, los objetivos inmediatos del Imperio británico eran más modestos: (1) atraer a las tropas alemanas desde territorio elegido para el ataque francés y (2) capturar el terreno elevado, ocupado por los alemanes, que dominaba la llanura de Douai.
Los esfuerzos iniciales se centraron en un asalto relativamente amplio entre Vimy al noroeste y Bullecourt al sureste. Tras un considerable bombardeo, las tropas canadienses, que avanzaban hacia el norte, consiguieron capturar la significativa cresta de Vimy, y las divisiones británicas del centro también consiguieron importantes avances. Sólo en el sur, donde las fuerzas británicas y australianas fueron frenadas por una defensa elástica, se consiguieron pocos avances. Tras estos éxitos iniciales, las fuerzas británicas entablaron una serie de operaciones a pequeña escala para consolidar las posiciones recién ganadas. Aunque en general estas batallas tuvieron éxito en sus limitados objetivos, muchas de ellas tuvieron como resultado un número de bajas relativamente grande.
Cuando la batalla terminó oficialmente el 16 de mayo, las tropas del Imperio británico habían hecho progresos significativos, pero no habían conseguido un avance importante en ningún punto. Se probaron en batalla varias tácticas experimentales —por ejemplo, la barrera de artillería rodante, la espoleta accionada por desaceleración, y el fuego de contrabatería—, especialmente en la primera fase, y habían demostrado que los asaltos planificados contra posiciones muy fortificadas podían tener éxito. Este sector volvió al punto muerto que tipificó la mayor parte de la guerra en el frente occidental.

## Preludio
A principios de 1917, los británicos y franceses todavía buscaban una manera de conseguir una ruptura estratégica en el Frente Occidental. El año anterior había estado marcado por el costoso fracaso de la ofensiva británica a lo largo del río Somme, mientras que los franceses habían sido incapaces de tomar la iniciativa debido a la intensa presión alemana en Verdún. Ambas confrontaciones consumieron enormes cantidades de recursos mientras que no reportaron virtualmente ningún logro estratégico. Este impasse reforzó la creencia de los comandantes franceses y británicos en que para terminar con el punto muerto necesitaban un gran paso decisivo. Sin embargo, aunque este deseo pudo haber sido el mayor impulso tras la ofensiva, el momento y el lugar escogidos estuvieron muy influidos por una serie de factores políticos y tácticos.

### Antecedentes políticos
Los años de guerra fueron tiempos de gran agitación. Los políticos de París y Londres se encontraban bajo una gran presión por parte de la prensa, el pueblo y sus parlamentos para que dieran fin a la guerra. Las bajas de las batallas de Galípoli, del Somme y de Verdún habían sido muy altas y había pocas perspectivas de una victoria a corto plazo. El primer ministro británico, H. H. Asquith, dimitió a principios de diciembre de 1916, y fue sucedido por el "mago galés", David Lloyd George. En Francia, el premier Aristide Briand, con el temible general (más tarde mariscal) Louis Hubert Lyautey como Ministro de Defensa, estaban políticamente tocados y dimitirían al poco tiempo, en marzo de 1917.
Mientras, al otro lado del Atlántico, Estados Unidos estaba cerca de declararle la guerra a Alemania. La opinión pública estadounidense estaba cada vez más agitada por una larga serie de ataques importantes de submarinos alemanes contra barcos civiles, empezando por el hundimiento del RMS Lusitania en 1915 y culminando con el torpedeo de siete mercantes estadounidenses a principios de 1917. El Congreso de los Estados Unidos le declaró finalmente la guerra al Imperio alemán el 6 de abril de 1917, pero pasaría más de un año antes de que se pudiera organizar, entrenar y transportar a Francia un ejército adecuado a la calidad de los enemigos.

### Antecedentes estratégicos
Aunque los franceses y británicos pretendían lanzar un ataque en la primavera de 1917, dos eventos pusieron en riesgo el plan. Primero, en febrero, Rusia rehusó comprometerse a una ofensiva conjunta, lo que significaba que la ofensiva a dos frentes que se había planeado se reduciría a un asalto únicamente francés a lo largo del río Aisne. Segundo, el ejército alemán empezó a retirarse y consolidar sus posiciones a lo largo de la línea Hindenburg, descolocando así las suposiciones asumidas para los planes de la ofensiva francesa. De hecho, hasta que las tropas francesas avanzaron para compensar durante la batalla de Arrás, no se encontraron tropas alemanas en la zona planeada para el asalto. Dados estos factores, al principio no estaba claro si la ofensiva prosperaría. El gobierno francés existente necesitaba desesperadamente una victoria para evitar una agitación civil masiva en casa, pero los británicos recelaban de proceder en vista de los cambios tan rápidos que se estaban produciendo en la situación táctica. Sin embargo, en un encuentro con David Lloyd George, el comandante en jefe francés Robert Nivelle consiguió convencer al primer ministro británico de que, si los británicos lanzaban un ataque de distracción para alejar a las tropas alemanas de la zona del Aisne, la ofensiva francesa podría tener éxito. Se acordó que el ataque francés al Aisne se llevaría a cabo a mediados de abril y que los británicos harían un ataque de distracción en la zona de Arrás, aproximadamente una semana antes.

### Fuerzas oponentes
En la zona de Arrás ya había reunidos tres ejércitos aliados. Estaban desplegados, más o menos de norte a sur, como sigue: el Primer Ejército bajo el mando de Horne, el Tercer Ejército bajo el mando de Allenby, el Quinto Ejeŕcito bajo el mando de Gough. El comandante principal británico era el Mariscal de Campo Sir Douglas Haig, y el plan de batalla fue diseñado por el general Allenby.
Frente a las fuerzas aliadas había dos ejércitos alemanes: el Sexto Ejército, bajo el mando del general von Falkenhausen y el Segundo Ejército, bajo el mando del general von der Marwitz (que se estaba recuperando de una enfermedad que había contraído en el Frente Oriental). Los ejércitos se habían organizado en tres grupos –Gruppe Souchez, Gruppe Vimy y Gruppe Arras– desplegados en ese orden de norte a sur. Sin embargo, solo había siete divisiones alemanas en la línea; las divisiones restantes estaban de reserva para servir de refuerzo o contraataque según se requiriera.
El general von Falkenhausen respondía directamente al general Erich Ludendorff, jefe operativo del Alto Mando alemán (el Oberste Heeresleitung, o OHL). Entre el personal de Lundendorff se encontraban oficiales altamente innovadores y extremadamente capaces, en especial el mayor Georg Wetzell, el coronel Max Bauer y el capitán Hermann Geyer. Desde diciembre de 1916, el personal de Ludendorff había estado desarrollando contra tácticas para hacer frente a las nuevas tácticas aliadas que se habían utilizado en el Somme y en Verdún. Aunque estas batallas resultaron extremadamente costosas para las potencias aliadas, también debilitaron seriamente al ejército alemán. A principios de 1917, se le ordenó al ejército alemán que implementase estas contra tácticas (la defensa elástica); el fracaso de Falkenhausen en esta tarea resultaría desastroso.

## Fase preliminar

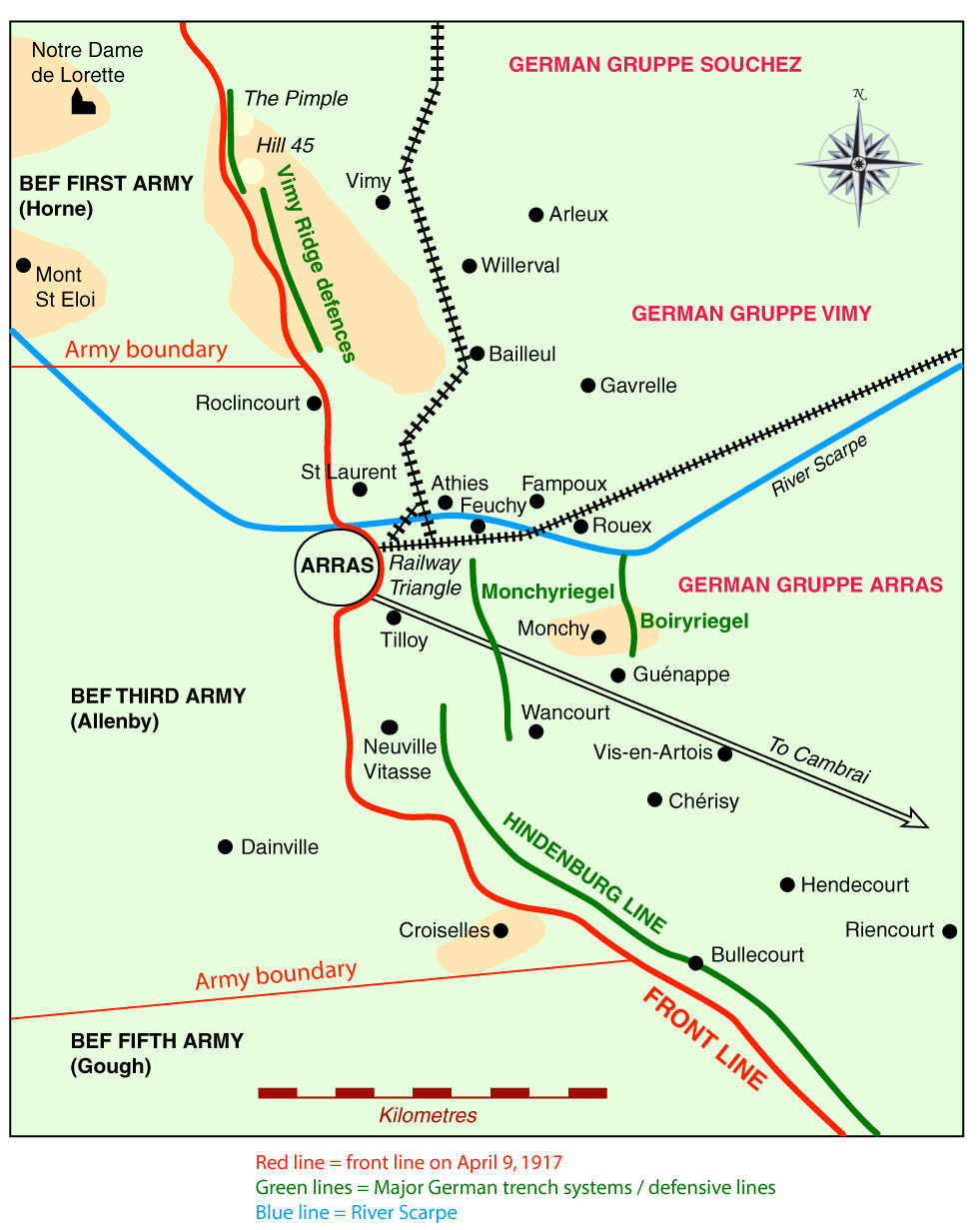
Frente de Arrás inmediatamente antes del ataque.

El plan británico estaba bien desarrollado, aprovechando las lecciones aprendidas en el Somme y Verdún el año anterior. En lugar de atacar a lo largo de un extenso frente, todo el peso de la artillería se concentraría en una extensión relativamente estrecha de veinticuatro millas. Se planeó que la barrera de fuego durara aproximadamente una semana en todos los puntos de la línea, con un fuego mucho más largo y fuerte en Vimy para debilitar sus poderosas defensas Durante el asalto, las tropas avanzarían en formación abierta, usando la táctica del salto de rana (leapfrogging) para permitirse consolidarse y reagruparse. Antes de llevar a cabo esta acción fue necesaria una gran cantidad de preparación, gran parte de ella innovadora.

### Minería y túneles
Desde octubre de 1916, los Ingenieros Reales habían estado trabajando bajo tierra para construir túneles para las tropas. La región de Arrás es calcárea y, por tanto, fácilmente excavable; bajo el propio Arrás existe una vasta red de cavernas, canteras subterráneas, galerías y túneles de alcantarillado. Los ingenieros concibieron un plan para añadir nuevos túneles a esta red, de manera que las tropas pudieran llegar al campo de batalla de forma secreta y segura. Esta fue una tarea de gran envergadura: en uno solo de los sectores trabajaron cuatro Compañías de Túneles (de 500 hombres cada una) en turnos de 18 horas durante dos meses. Al final habían construido diez kilómetros de túneles, clasificados como subterráneos (sólo para tráfico a pie); tranvías (con rieles para vagonetas empujadas a mano, para llevar munición a la línea y traer a las bajas desde ella); y ferrocarriles (un sistema de ferrocarril ligero). Justo antes del asalto, el sistema de túneles era lo bastante grande como para albergar a 20.000 hombres, con luz eléctrica proporcionada por su propia central eléctrica, además de cocinas, letrinas y un centro médico con un quirófano completamente operativo. La mayor parte del trabajo fue llevada a cabo por neozelandeses, incluyendo maoríes e isleños del Pacífico del batallón de Pioneros de Nueva Zelanda, y bantams de los pueblos mineros del norte de Inglaterra.
También se excavaron túneles de asalto que llegaban a pocos metros de la línea alemana, preparados para abrirlos con explosivos durante el Día Cero. Además de esto se instalaron minas debajo de las líneas del frente, preparadas para explotar inmediatamente antes del ataque. Muchas nunca fueron detonadas por miedo a que revolvieran demasiado el suelo. Mientras tanto, los zapadores alemanes (ingenieros militares) llevaban a cabo sus propias operaciones subterráneas, buscando túneles aliados para contraatacar. De entre los neozelandeses, 41 murieron y 151 resultaron heridos como consecuencia de la contraminería alemana.
La mayoría de los túneles y trincheras están actualmente cerradas al público por razones de seguridad, pero hay un trecho de 250 metros del Grange Subway en la cresta de Vimy que está abierto al público de mayo a noviembre y en 2008 el túnel Wellington fue abierto al público como el Museo de la cantera Wellington.

### Batalla en el aire

Ametralladoras británicas disparan contra aviones alemanes cerca de Arrás.

El dominio del espacio aéreo sobre Arrás era esencial para dirigir los ataques de artillería y fotografiar los sistemas de trincheras. Esto estaba controlado por la Compañía Primera de Estudio de Campo, Ingenieros Reales. 
La observación aérea era un trabajo arriesgado ya que, para obtener buenos resultados, el avión tenía que volar a baja altura y poca velocidad sobre las defensas alemanas. Se convirtió en algo más peligroso todavía con la aparición, en marzo de 1917, de Manfred von Richthofen, el "Barón Rojo", con su escuadrón "Circo Volador", altamente experimentado y mejor equipado. Su despliegue supuso un súbito incremento de la tasa de bajas entre los pilotos aliados, y el mes de abril de 1917 terminó conociéndose como el Abril Sangriento. Un soldado de infantería alemán escribiría más tarde: "durante estos días se produjeron una serie de combates aéreos que, casi siempre, terminaban en una derrota para los británicos, ya que era contra el escuadrón de Richthofen contra quien se enfrentaban. Frecuentemente eran ahuyentados o derribados en llamas cinco o seis aviones seguidos". El tiempo medio de vida en vuelo para un piloto del Real Cuerpo Aéreo en Arrás era de 18 horas. Entre el 8 de abril y el 18 de abril, el Real Cuerpo Aéreo perdió 75 aviones en combate, con una pérdida de 105 tripulantes. Estas bajas crearon una escasez de pilotos, y los reemplazos se enviaban directamente al frente desde la escuela de vuelo: durante ese mismo periodo se estrellaron 56 aviones por pilotos inexpertos.

### Barrera rodante
Para mantener bajo mínimos la actividad del enemigo durante el ataque, se planeó una "barrera rodante". Esto supone que los artilleros descargan una cortina de proyectiles explosivos y de fragmentación que avanza por el campo de batalla unos cien metros por delante de las tropas de asalto. Los aliados ya habían utilizado barreras rodantes en las batallas de Neuve Chapelle y del Somme, pero se habían encontrado con dos problemas técnicos. El primero fue sincronizar con precisión el movimiento de las tropas con la caída de la barrera: en Arrás, esto se solucionó con ensayos y fijando horarios. El segundo fue que la barrera caía de manera irregular, ya que, durante el fuego, las ánimas de los cañones pesados se desgastaban rápidamente pero a distintas velocidades: en Arrás, el ritmo de desgaste de cada ánima se calculó individualmente y todas las piezas de artillería se calibraron de acuerdo a estos cálculos. Aunque había riesgo de fuego amigo, la barrera rodante forzó a los alemanes a permanecer en sus trincheras, permitiendo a los soldados aliados avanzar sin miedo al fuego de ametralladora. Además se habían desarrollado nuevas espoletas instantáneas (graze fuze) para los proyectiles explosivos de alta potencia, que detonaban al menor impacto, vaporizando el alambre de púa. En los últimos minutos de la barrera se utilizaron proyectiles con gas venenoso.

### Fuego de contrabatería
Durante el paso por la tierra de nadie, el principal peligro para las tropas atacantes era la artillería enemiga, que provocó más de la mitad de las bajas durante el primer día en el Somme. Una complicación adicional era la situación de la artillería alemana, que se encontraba oculta tras las colinas. En respuesta, se crearon unidades de artillería específicas para atacar a la artillería alemana. Sus objetivos los proporcionaba la Compañía Primera de Estudio de Campo, Ingenieros Reales, que analizaba los datos obtenidos mediante "localización de fogonazos" (flash spotting) y "telemetría por sonido" (sound ranging). La localización de fogonazos implicaba que los observadores del Real Cuerpo Aéreo registraran la localización de los fogonazos que producían los cañones al disparar. La telemetría por sonido se valía de una matriz de micrófonos para triangular la localización de un cañón por el sonido que hacía al disparar. Durante el Día Cero, el 9 de abril, más del 80% de los cañones pesados alemanes de la zona fueron neutralizados (esto es, "incapaces de producir un fuego efectivo, incapacitando o ahuyentando a los artilleros") por el fuego de contrabatería. Además se usaron proyectiles de gas contra los caballos de tiro de las baterías y para interrumpir las columnas de suministro de munición.

## Primera fase
El bombardeo preliminar sobre la cresta de Vimy comenzó el 20 de marzo y el bombardeo sobre el resto del sector el 4 de abril. Durante el bombardeo, limitado a un frente de solo 24 millas, se utilizaron 2 689 000 proyectiles, más de un millón más de los utilizados en el Somme. Las bajas alemanas no fueron cuantiosas, pero los hombres quedaron exhaustos por la interminable tarea de mantener abiertas las entradas excavadas y desmoralizados por la ausencia de raciones causada por la dificultad de preparar y transportar comida caliente durante el bombardeo. Algunos permanecieron sin comer durante dos o tres días consecutivos.
Al anochecer, las trincheras del frente habían dejado de existir, y sus defensas de alambre de espino habían saltado en pedazos. La historia oficial del Segundo Regimiento de Reserva Bávaro describe la línea del frente como "consistente ya no en trincheras sino en nidos de hombres dispersos y avanzados". La historia del 262 Regimiento de Reserva escribe que su sistema de trincheras "se perdió en un campo de cráteres". A estas miserias se sumaron, durante las últimas diez horas del bombardeo, proyectiles de gas.
La Hora Cero estaba planeada originalmente para la mañana del 8 de abril (domingo de Pascua), pero fue retrasada 24 horas a petición de los franceses, a pesar del tiempo relativamente bueno en el área del ataque. El Día Cero fue trasladado al 9 de abril y la Hora Cero a las 05:30. El ataque fue precedido por un huracán de bombardeo extremadamente intenso que duró cinco minutos, tras una noche relativamente silenciosa.
Cuando llegó el momento, nevaba con fuerza lo que entorpeció el avance de las tropas por la tierra de nadie. Aún era de noche y la visibilidad del campo de batalla era escasa. El viento del oeste a la espalda de los atacantes lanzaba ráfagas de cellisca  y nieve en la cara de los alemanes. La combinación del inesperado bombardeo y la escasa visibilidad hizo que muchos alemanes estuvieran desprevenidos y fueran cogidos por sorpresa, a medio vestir, trepando desde sus hondos refugios en las dos primeras líneas de trincheras. Otros fueron capturados sin botas, intentando escapar, pero atrapados en el barro hasta la rodilla de las trincheras de comunicación.

#### Batalla de Vimy Ridge (9-12 de abril de 1917)
.

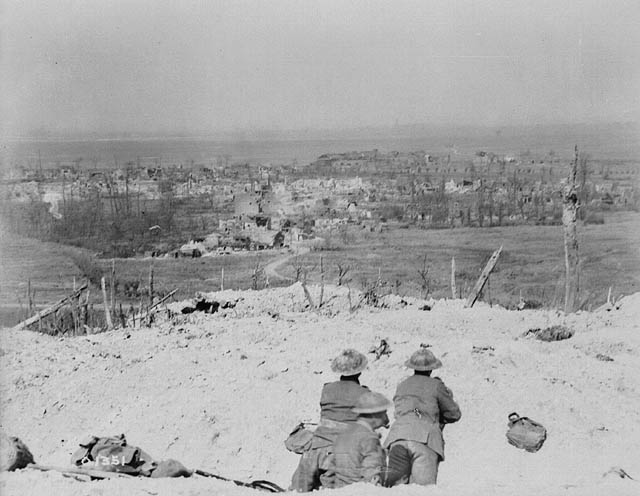
La población de Vimy y la llanura de Douai vistas desde Vimy Ridge

Al mismo tiempo aproximadamente, en la parte de la ofensiva preparada con más meticulosidad, las  tropas canadienses lanzaron su asalto sobre Vimy Ridge. Avanzaron hacia las posiciones enemigas protegidos por una barrera rodante de artillería consiguiendo penetrar 3700m en las posiciones alemanas y capturar la cresta hacia la una del día. Los canadienses hicieron intenso uso de sus ametralladoras. Llevaban 80 por brigada, incluyendo una Ametralladora Lewis por pelotón-..
Los historiadores militares han atribuido el éxito del ataque a la cuidadosa planificación del comandante del cuerpo Julian Byng  y su subordinado General Arthur Currie, el entrenamiento constante y la asignación de objetivos específicos a cada pelotón. Al tener  objetivos específicos, las unidades podían continuar con el ataque cuando sus oficiales caían o las comunicaciones se interrumpían, superando así dos problemas mayores del combate en el Frente Occidental. . Las tropas canadienses pudieron ver la huida de los alemanes a través de la llanura de Douai que se extendía tras la posición alemana en la cresta. Hubo sin embargo cierta inflexibilidad respecto del plan que no dejó que las tropas continuaran el avance y permitió a los alemanes empezar a tapar los huecos con las reservas.
Para los canadienses la batalla de Vimy Ridge es el momento en que nació su sentimiento de identidad nacional. En la actualidad se levanta un  monumento conmemorativo que es patrimonio nacional de Canadá en terrenos que fueron donados a perpetuidad por el Gobierno de Francia.

## Segunda fase
Tras las ganancias territoriales de los dos primeros días siguió un período de calma mientras los ejércitos en combate reponían el inmenso suministro logístico que requería la batalla. Batallones de zapadores construyeron carreteras a través del destrozado campo de batalla, se transportó a mano la artillería pesada junto con su munición a sus nuevas posiciones de tiro, comida para las tropas, forraje para los caballos y centros de primera atención médica; todo en espera del previsible contraataque alemán. Los comandantes aliados tuvieron que afrontar el dilema habitual: mantener el ataque de las exhaustas divisiones y correr el riesgo de que fueran insuficientes o esperar a tropas de relevo y perder el empuje del ataque. 
En Londres The Times publicó,

...el gran valor de nuestro reciente avance reposa en que hemos expulsado al enemigo  de las posiciones elevadas y anulado su capacidad de observación. Una vez aseguradas estas alturas y hechos fuertes en ellas no es necesario continuar el rápido avance. Atacar ladera abajo, expuestos al fuego de las laderas de más adelante es extremadamente difícil y ahora en el frente occidental es el momento de un laborioso período, con el que estamos familiarizados en el Somme, de martilleo sistemático y asalto de posiciones aisladas, ninguna de las cuales puede atacarse hasta haber conseguido otras más a resguardo.
The Times

El berlinés Vossische Zeitung, escribía:

...Tenemos que contar con las reservas como en Arras. Estos sucesos son reveses tácticos. Si no les siguen efectos estratégicos, por ejemplo, la ruptura de las líneas, toda la batalla no es entonces más que un debilitamiento del atacante en hombres y material.

El mismo día, el Frankfurter Zeitung comentaba: 

...Si los británicos tienen éxito en la ruptura se verán con peores perspectivas ya que la libertad de operaciones es la especialidad alemana en el arte de la guerra.

Ludendorff era menos optimista. Las noticias de la batalla le llegaron mientras celebraba su 52 cumpleaños en su cuartel general en Kreuznach. Más tarde escribió: "Esperaba la ofensiva que se preparaba con confianza y ahora estaba muy deprimido". Telefoneó a sus comandantes y obtuvo la impresión de que los principios establecidos por el OHL eran los apropiados pero todo el arte del mando radica en aplicarlos correctamente". (Un tribunal posterior establecería que, ciertamente, Falkenhausen no había comprendido los principios de la defensa en profundidad.) Ludendorff ordenó refuerzos inmediatamente. El 11 de abril sustituyó al jefe del estado mayor de Falkenhausen por Loßberg. Loßberg llegó investido de vollmacht (capacidad de emitir órdenes en nombre del Comandante del Ejército)y sustituyó a Falkenhausen. A las pocas horas de su llegada comenzó a reestructurar las defensas alemanas. Los británicos se enfocaron en consolidar las ganancias de los primeros días de la ofensiva para conservar la iniciativa y romper el frente en coordinación con los franceses en el Aisne. Desde el 16 de abril se hizo evidente que la ofensiva de Nivelle en el Aisne no había conseguido el éxito esperado. Haig continuó con el ataque en Arras para aliviar la presión sobre Nivelle en el Aisne.

#### Segunda Batalla del Scarpe (23–24 de abril de 1917)

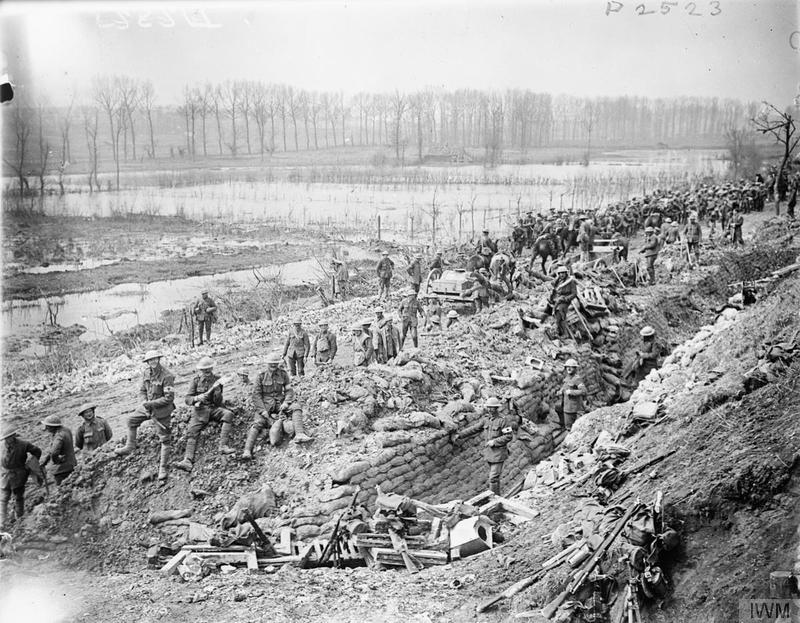
Tropas británicas en la carretera del río Scarpe en Blangy, April 1917

A las 04:45 del 23 de abril, después de dos días de escasa visibilidad y frío polar, las tropa británicas del Tercer Ejército (VI y VII Cuerpos), atacaron al este en un frente de unos 14 km desde Croisilles hasta Gavrelle a ambos lados del Scarpe. La 51 División atacó por el norte bajo fuego nutrido y gases en los alrededores al oeste del bosque de Roeux. A su izquierda, la 37 División atacó los edificios al oeste de la Estación de Roueux y alcanzó sus objetivos en las laderas oeste de Greenland Hill, al norte de la vía del tren. A la izquierda del ataque británico principal, la 63 División hizo un rápido progreso hacia Gravelle y aseguró el pueblo. Al sur del Scarpe y este de Monchy-le-Preux la 29 División se apoderó del oeste de las laderas de las elevaciones bautizadas como Infantry Hill. El río Cojeul señalaba el límite entre divisiones del VI Cuerpo. Guémappe, en la parte norte del río, era el objetivo de la 15 División, que atacaba desde el este de Wancourt hacia Vis-en-Artois. El objetivo estaba dominado por el terreno elevado en la orilla sur y no pudo ser tomado hasta que la 50 División ocupó las alturas del lado sur del Cojeul. Hubo fuertes contraataques alemanes, pero en la mañana del 24 de abril, los británicos tomaron Guémappe, Gavrelle y las elevaciones que dominaban Fontaine-lez-Croisilles y Cherisy; el combate en Roeux quedó indeciso.

#### Batalla de Arleux (28–29 de abril de 1917)

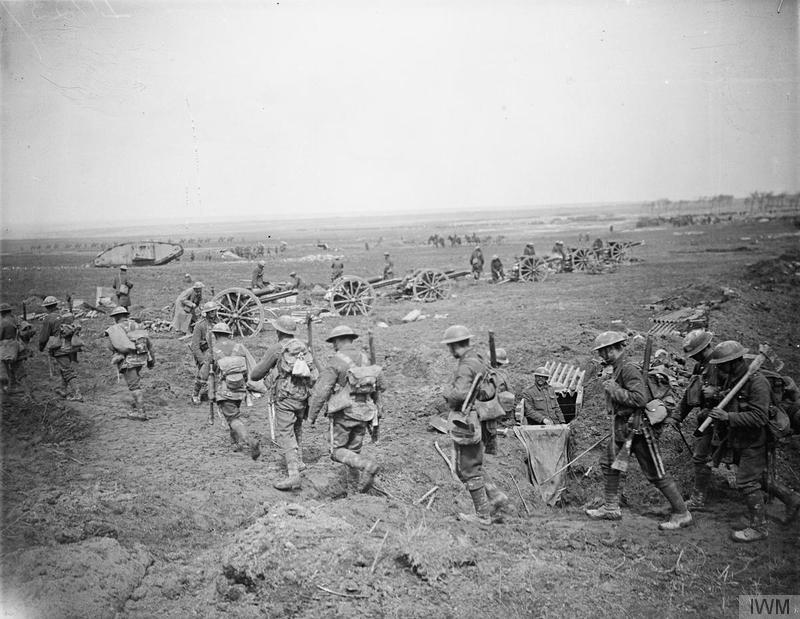
Infantería británica en una posición abierta en las proximidades de Feuchy en abril 197

El objetivo principal del ataque era la necesidad de sostener una acción de apoyo que comprometiera las reservas alemanas en la lucha y ayudar así a los franceses en su ofensiva hacia la meseta norte del Aisne (batallas del Chemin des Dames). Haig informó,

Con vista en economizar tropas, mis objetivos eran superficiales y para dar la apariencia de un ataque de mayor escala, se continuó con los ataques hacia el sur de la carretera Cambrai-Arras y hacia el norte en dirección al río Souchez.
Haig

A las 04:25 del 28 de abril, tropas británicas y canadienses lanzaron el ataque principal en un frente de unas 8 millas al norte de Monchy-le-Preux. La batalla continuó hasta el 29 de abril, con los alemanes lanzando decididos contraataques. Las posiciones británicas en Gavrelle fueron atacadas siete veces con potentes fuerzas y en cada ocasión los alemanes fueron repelidos a costa de importantes bajas de la 63 División. El pueblo de Arleux-en-Gohelle fue capturado por la Primera División canadiense tras luchar cuerpo a cuerpo y la Segunda División (Major-General C.E. Pereira), hizo ulteriores progresos en la vecindad de Oppy, Greenland Hill (37 División) y entre Monchy-le-Preux y el río Scarpe (12 División)

#### Tercera Batalla del río Scarpe (3-4 de mayo de 1917)
Una vez asegurados a finales de abril los alrededores de Arleux, el mando británico decidió lanzar otro ataque al este de Monchy para romper el Boiry Riegel y alcanzar el Wotanstellung, la fortificación alemana principal. Se programó para que coincidiera con el ataque australiano a Bullecourt para presentar a los alemanes dos líneas de ofensiva. Los comandantes británicos esperaban hacer retroceder a los alemanes hacia el este. Con este objetivo en mente, el 3 de mayo lanzaron un nuevo ataque en el Scarpe. Sin embargo, ninguna de las dos ofensivas pudo hacer avances significativos y el ataque fue cancelado el día siguiente después de sufrir muchas bajas. Aunque esta batalla fue un fracaso, los comandantes británicos vieron la necesidad de la coordinación entre tanques, infantería y artillería, que emplearían más tarde en la Batalla de Cambrai (1917) (1917).

## Operaciones en los flancos

### Alrededores de Bullecourt, 11 de abril – 16 de junio

#### Primer ataque sobre Bullecourt (10–11 de abril de 1917)

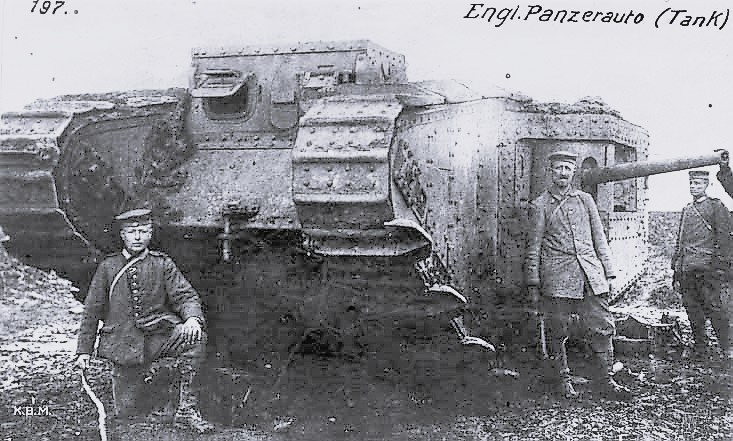
Tanque británico capturado el 11 de abril cerca de Bullecourt.

Al sur de Arras, el plan encomendaba a dos divisiones, la 62 británica y la 4.ª australiana, atacar Bullecourt por cada lado y expulsar a los alemanes de sus fortificaciones y llevarlos a sus trincheras de reserva. El ataque se programó inicialmente para la mañana del 10 de abril, pero los tanques que iban encabezar el asalto se retrasaron por el mal tiempo y el ataque se pospuso 24 horas. La orden de detención no llegó a tiempo a todas las unidades y dos batallones del regimiento Príncipe de Gales atacaron con pérdidas importantes. A pesar de las protestas de los comandantes australianos, el ataque fue reanudado en la mañana del 11 de abril; fallos mecánicos hicieron que solo 11 tanques estuvieran listos para el avance y la barrera artillera insuficiente dejó muchas alambradas intactas. Además, el ataque abortado del día anterior había alertado a los alemanes del inminente asalto y estuvieron mejor preparados que en el sector canadiense. Una mala interpretación de los informes sobre el avance australiano les privó del soporte artillero y, aunque algunas unidades de la 4.ª División llegaron a ocupar brevemente las trincheras enemigas, fueron rechazados finalmente sufriendo duras pérdidas. En este sector, los comandantes alemanes emplearon correctamente la defensa elástica y pudieron por tanto contraatacar de forma efectiva. Los alemanes se apoderaron de dos de los tanques atacantes y tras comprobar que habían sido perforados por balas acorazadas, creyeron que tenían un arma antitanque efectiva. Ello les hizo bajar la guardia.

#### Ataque alemán a Lagnicourt (15 de abril de 1917)
Al comprobar que la 1.ª División australiana sostenía un frente de 12 km, el comandante local alemán (General Otto von Moser, jefe del XIV Cuerpo de Reserva) planeó un ataque para destruir posiciones avanzados, suministros y artillería y luego retirarse tras la Línea Hindenburg. Al informar a sus superiores le fue asignada una división adicional para fortalecer el ataque. Los alemanes atacaron con 23 batallones de cuatro divisiones diferentes, consiguieron penetrar el frente en la unión entre la 1.ª y 2.ª Divisiones australianas y ocuparon Lagnicourt, destruyendo algunas piezas de artillería. Los australianos contraatacaron con dos batallones y consiguieron restablecer la línea inicial a costa de 1.010 bajas, y causándoles a los alemanes 2.313.

#### Batalla de Bullecourt (3–17 de mayo de 1917)

Defensas alemanas en Bullecourt, parte de la Línea Hindenburg

Tras el fracaso del primer ataque, los comandantes británicos planearon otro intento. La artillería comenzó un fuego intenso del pueblo, que para el 20 de abril estaba prácticamente destruido. El ataque estaba planeado para el mismo día 20, pero sufrió varios retrasos hasta ser lanzado a primera hora del 3 de mayo. A las 03:45, unidades de la 2.ª División australiana atacaron al este de Bullecourt intentando penetrar la Línea Hindenburg y capturar Hendecourt-les-Cagnicourt; al mismo tiempo tropas británicas de la 62 División atacaron el pueblo, que fue tomado y sostenido a pesar de los ataques decididos alemanes para recuperarlo. La resistencia alemana fue fiera y para el cese de la ofensiva el 17 de mayo se habían conseguido pocos objetivos iniciales. Los australianos estaban en posesión de gran parte del sistema de trincheras entre Bullecourt y Riencourt-les-Cangnicourt, pero no pudieron tomar Hendecourt. Hacia el oeste, los británicos pudieron echar a los alemanes del pueblo de Bullecourt pero con pérdidas considerables, fracasando también en hacer avances al nordeste de Hendecourt.

## Resultados

### Análisis

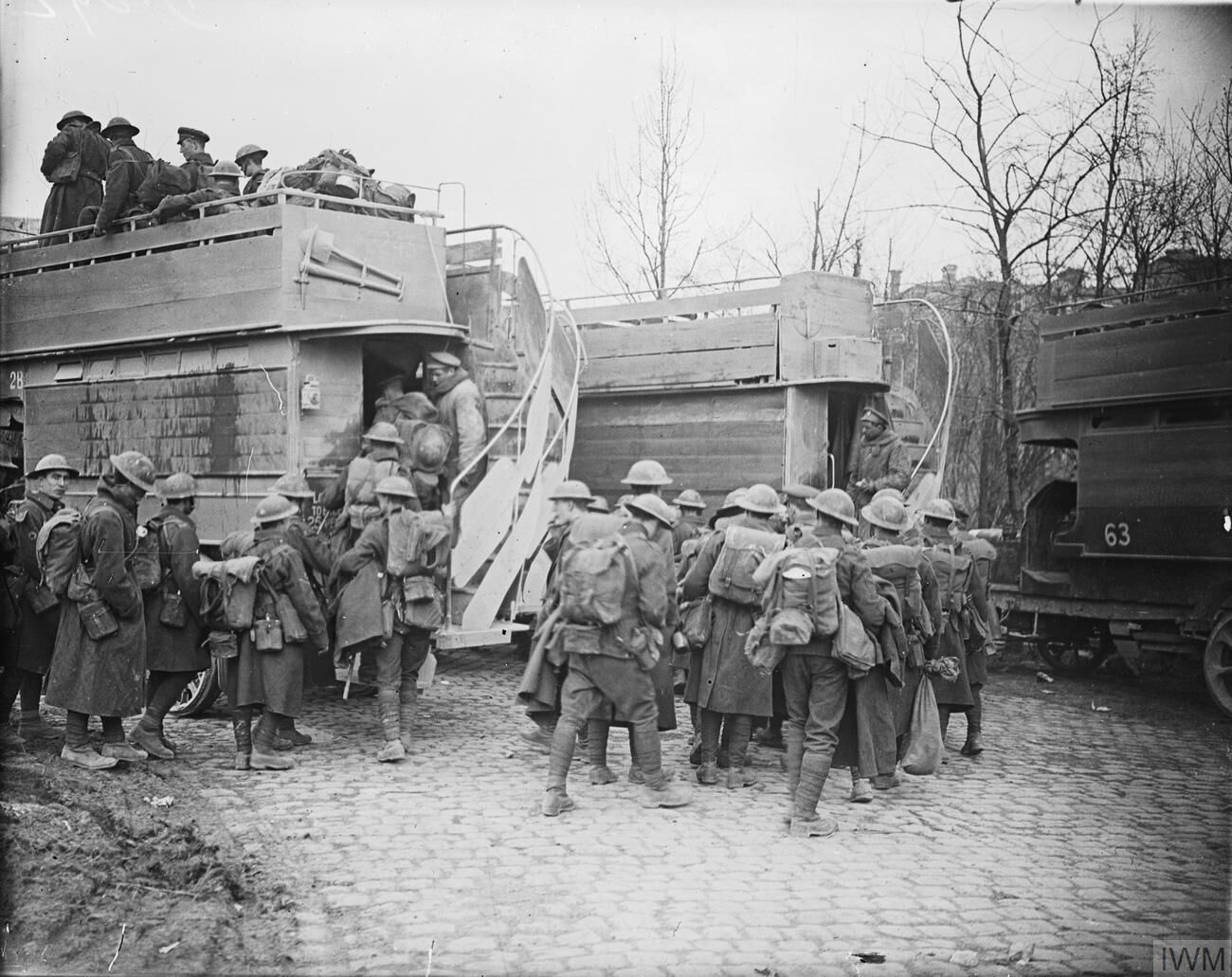
Tropas británicas vuelven para descansar tras la batalla de Arras.

Las ganancias de los primeros dos días fueron casi espectaculares si los comparamos con resultados anteriores. Se ganó gran extensión de terreno con relativamente pocas bajas y se consiguieron un buen número de buenas posiciones tácticas, en especial Vimy Ridge. La ofensiva detrajo tropas enemigas del sector francés en el Aisne. En muchos aspectos, la batalla puede reclamarse como victoria para los británicos, pero queda empañada por el gran número de bajas tras los primeros dos días y el fracaso de la ofensiva francesa del Aisne. Al final de la batalla, los británicos habían sufrido 150.000 bajas para obtener un pequeño avance de sus líneas, en términos generales, sin haber conseguido la ruptura del frente. La situación volvió a quedar en punto muerto. Los historiadores consideran la batalla como una victoria del lado británico, pero en la consideración general tuvo escaso impacto en la situación táctica o estratégica del frente occidental. Ludendorff comentaría posteriormente 

no cabe duda de que tras el ataque británico había importantes objetivos estratégicos, pero nunca he sido capaz de descubrir 
cuáles eran

. Ludendorff también estuvo 

...muy deprimido. ¿Eran erróneos nuestros principios tácticos de defensa? y si lo eran, ¿qué más podía hacerse?

.

### Condecoraciones
En el lado aliado se concedieron 25 Cruces Victoria. En el lado alemán el Kaiser Wilhem recompensó a Lossberg con las hojas de roble a su Pour le Mérite que había ya recibido por la batalla del Somme.

### Bajas

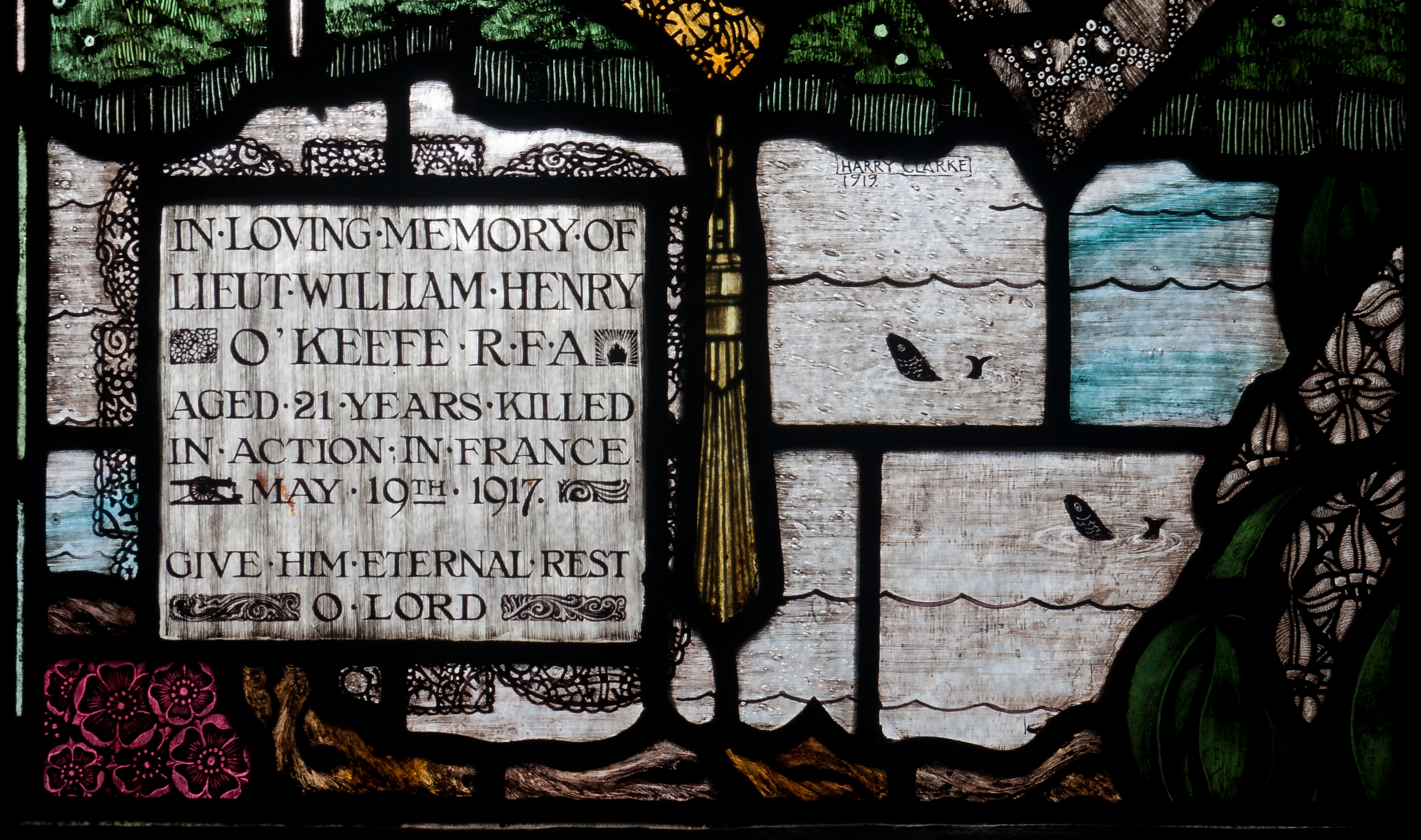
Vidriera en Wexford a la memoria del teniente William Henry O'Keefe, de 21 años, muerto en combate

Los aliados llevaron un registro diario detallado de las bajas. El tercer ejército tuvo 87.226 bajas; el primero, 46.826 (incluye 11.004 canadienses en Vimy Ridge);el y el quinto ejército, 24.608. En total fueron 158.660 bajas.
Las pérdidas alemanas son más difíciles de precisar. Los Grupos Vimy y Souchez sufrieron 79.418 bajas, pero las cifras del Grupo Arras son incompletas. Los autores alemanes de la Historia Oficial de la Guerra Der Weltkrieg, dieron 78.000 bajas británicas para el final de abril y otras 64.000 para el final de mayo; siendo las alemanas 85.000 bajas. Los registros alemanes excluyen a los "heridos leves". El capitán Cyrill Falls, que escribió la historia oficial de la batalla, estimó que se debía añadir un 30 por cierto a las cifras alemanas para hacer una comparación correcta. Falls hizo una "estimación general" de que las bajas alemanas fueron "aproximadamente iguales". Nicholls las valora en 120.000 y Keegan en 130.000.

### Comandantes
Haig elogió a Allenby por el éxito de los primeros días, pero los subordinados de Allenby fueron críticos "con la manera en que llevó la fase posterior". Allenby fue enviado a Palestina como comandante de la  Fuerza Expedicionaria de Egipto. Él mismo consideró el traslado como una "medalla al fracaso", pero redimió su reputación con creces al derrotar a los otomanos en  la  campaña de Siria y Palestina en 1917-18. Haig siguió como comandante supremo hasta el final de la guerra. 
En el lado alemán, Ludendorff destituyó a Falkenhausen cuando los errores del 6.º Ejército se hicieron evidentes. Falkenhausen fue apartado del mando  y nombrado Gobernador General de Bélgica hasta el final de la guerra. A principios de 1918, The Times, publicó el artículo, El reino del terror de Falkenhausen, en el que informaba de la ejecución de 170 civiles belgas desde que era gobernador de Bélgica. 
Ludendorr y Loßberg descubrieron que aunque los aliados tenían la capacidad de abrir brecha en la primera línea no sabían capitalizar el éxito si se les oponía una defensa móvil y elaborada. Ludendorff ordenó inmediatamente más entrenamiento en  guerra de maniobra para las divisiones de intervención rápida (Eingreif). Loßberg fue ascendido a general y dirigió la batalla defensiva del 4.º Ejército ante la ofensiva de Flandes del verano y otoño siguientes; se hizo famoso como el bombero del Frente Occidental; por ser él a quien el OHl recurría en los momentos de crisis".

### Poesía de guerra y música
Siegfried Sassoon alude a la batalla en el poema El General. El poeta lírico anglo-galés Edward Thomas fue muerto por un proyectil el 9 de abril, en el primer día de la batalla. El diario de guerra de Thomas ofrece una imagen punzante y vívida de la vida en el Frente Occidental en los meses anteriores a la batalla. El compositor Ernest John Moeran fue herido en el ataque a Bullecourt el 3 de mayo. 